# 的 (弓道)

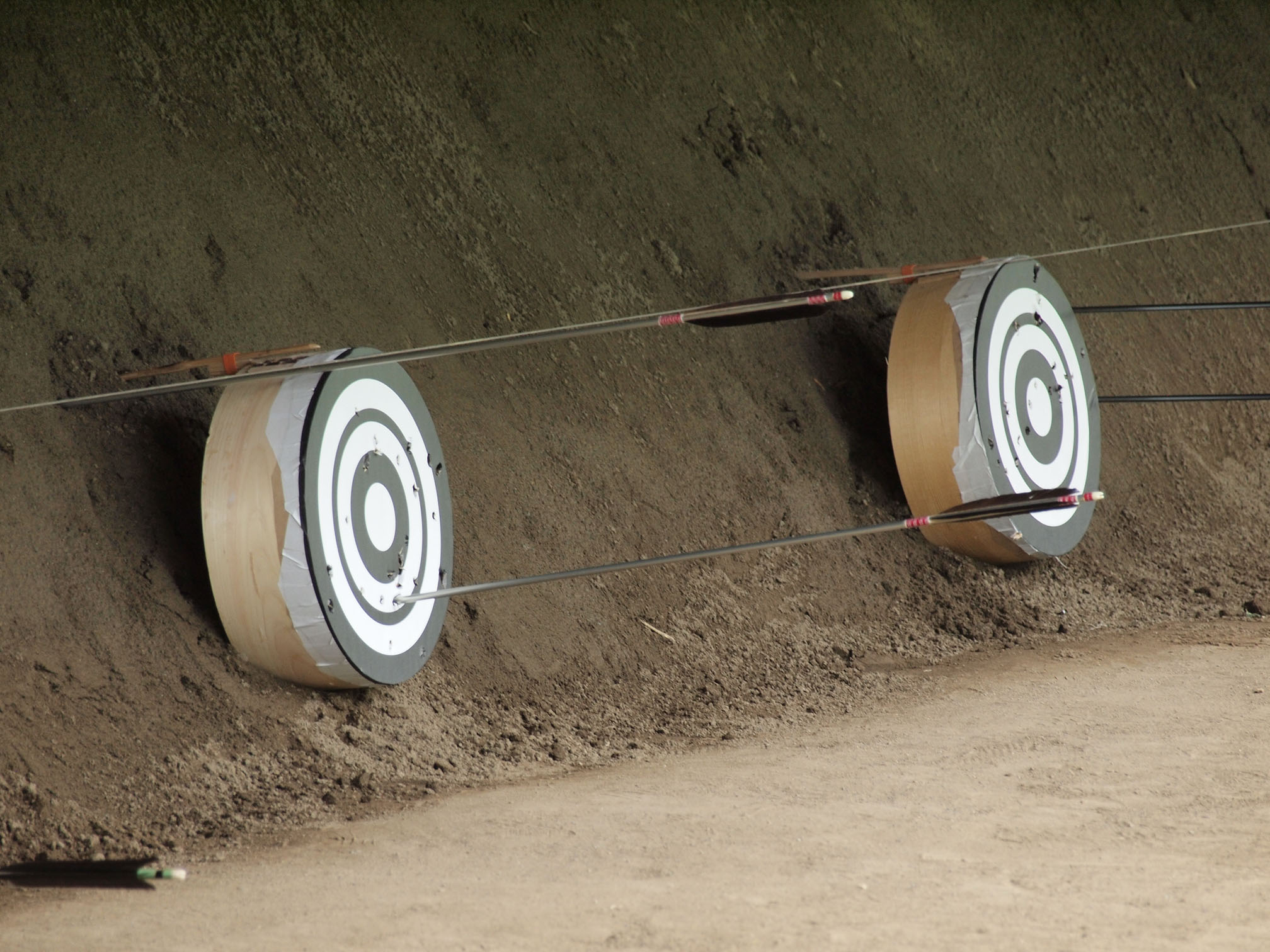
近的競技中の霞的

的（まと）は、弓道・弓術で用いる標的である。的の種類・設置法は、現在は正式に全日本弓道連盟の競技規則（以下競技規則と略称する）によって取り決められている。以前は流派・地域・道場によって少々差があり、的も現在より多くの種類があった。現在でも連盟が関与しない場合は競技規則通りとは限らない。

## 構造
近的競技で用いる的は、木製の細長い板を丸めてとめ、輪状にした「的枠」の一方に的紙を貼り付けたものである。木製的枠は狂いや損傷が生じやすく、また板の両端を二重に重ねて綴じた部分（綴じ目）に矢が挟まり抜くのに苦労するし、矢が損傷することもあるので、近年では合板や樹脂製の綴じ目の無いものも販売されている。的紙の材質は名の通り紙のものが主流であるが、近年ビニール製のものが開発され、破けにくいなどの利点から学校弓道を中心に急速に普及している。
遠的競技で用いる的は、主に台の上に設置した円形の畳に的紙を貼り付けたものを使用する。

## 設置法
近的の場合、的は射位（射手が矢を射る位置・体の正中）から28m離れた安土上に、中心が（射場の床と水平な）地上27cmで後方に5度傾けて設置する。侯串（こうぐし・ごうぐし）と呼ばれる、さすまた状の串を支えとして安土に固定する。
遠的の場合は射位から60メートル離れた所に、中心が地上97cmで後方に15度傾くように設置する。

## 的の種類

左：星的。八寸。 右：霞的。一尺二寸。

### 近的用の的
近的競技では一般に直径36cmの的を用いる。36cmは伝統的な的の寸法である一尺二寸に相当する。競技規則ではセンチメートル単位で定められているが、「尺二（的）」との呼称も一般的である。順位決定のため射詰競射を行う場合は直径24cm的（八寸に相当。八寸（的）と呼ばれる）が使用されることがある。
的絵（的の模様）には霞的と星的と色（得点）的の3種類がある。競技規則には的中制の標的として霞的と星的が規定されているが、一般・中高生では通常霞的が使用される。大学弓道は全日本学生弓道連盟規約で星的の使用を定めている。実業団では得点的が使用される。
なお霞・星的を用いる通常の競技では的中の判定は「あたり」か「はずれ」のみであり、的のどこにあたろうと差はない（詳細は弓道#競技方法参照）。
霞的
中心から順に中白（半径3.6cmの円）、1の黒（幅3.6cm）、2の白（幅3.0cm）、2の黒（幅1.5cm）、3の白（幅3.0cm）、外黒（幅3.3cm）の輪状に塗られているもの。本来は正式の的であるが、現在では大学弓道を除いて一般的に使われる。中心の白円は正鵠ともいい、物事の要点をとらえる事を表す『正鵠を得る』とは的の中心に当たることである。（「正」「鵠」とも的の意）。
星的
白地の中心に半径6cmの黒丸を描いたもので、黒丸を特に星という。『図星』の語源といわれる。略儀の的であり、大学弓道の競技ではこれを用いる。
得点的
実業団の大会で用いられる。色は中心から金・緑・赤・白であり、得点は金10点、緑7点、赤5点、白3点である。

### 遠的用の的
遠的競技には的中制と得点制があるが、どちらも直径100cmの的を用いる。的絵は、的中制は近的用霞的と同様の三重の黒輪、得点制はターゲットアーチェリーの配色と同様である（全体の寸法と配点は異なる）。射詰競射を行う場合は79cm（伝統的な半的に相当）または50cmの霞的が使用されることがある。
霞的
中白半径11cm、1の黒幅10cm、2の白幅8cm、2の黒幅4cm、3の白幅8cm、外黒幅9cm
得点的
中心から 金色（黄）半径10cm（10点）、以下各々幅10cm。配点は金色10点、赤色9点、青色7点、黒色5点、白色3点。

### その他
特別な射会や催事の余興として、様々な的絵や、異なる寸法の的を繋げた物、板などを用いることがある。
金的直径三寸の的枠に金紙を貼った的。余興に使われる。
扇的那須与一の故事にちなみ、栃木県内各地の射会で用いられる。扇を90度に開いた形をしている。弓道場にて行われる場合は半径36cmの扇形の枠に紙を貼ったものを用いる。湖や川に向かって射る場合はブリキ製の大きめのものを竿に固定し、ボート上に高く立てて上向きに狙う。
花的直径四寸五分で花札の12か月の図柄を的紙に描いた的。
地的地面に円を描き的にし、放物線状に矢を射る。射手から的は見えない。広い安全な場所が必要。
射流し的は無い。とにかく遠くまで矢を飛ばす。かなり広い安全な場所が必要。

## 伝統的な的
大的歩射の正式の的であり、現在の尺二的（小的）が普及するまで一般に使用された。直径五尺二寸（約158cm）で的絵は霞的と同様である。垂直に吊るして使用する。武家の新年の弓射儀礼である的始などで使用され、現在でも小笠原流の儀式で用いられる。
半的大的の半分の直径二尺六寸（約78.8cm）のもの。
その他、歩射の式では、三々九手挟式・振々式・草鹿式・円物等でそれぞれ独自の的が使用される。また「挟物」と言って、懐紙・履物・木の葉・土器・短刀など様々な物を串に挟んで的にすることもあった。「堅物射貫」と言い、本物の兜を的にすることもあった。